# Płocice (osada leśna)
Płocice – osada leśna w Polsce położona w województwie pomorskim, w powiecie kościerskim, w gminie Lipusz.